# 法蘭西的瑪格麗特 (1523年—1574年)
法蘭西的瑪格麗特（法語：Marguerite de France，1523年6月5日—1574年9月15日），貝里女公爵，法國國王法蘭索瓦一世的女兒。

## 家庭
1559年，瑪格麗特與薩伏依公爵埃馬努埃萊·菲利貝托結婚，兩人的獨子即為日後的卡洛·埃曼努埃莱一世。